# Frangy-en-Bresse
Frangy-en-Bresse é uma comuna francesa na região administrativa de Borgonha-Franco-Condado, no departamento Saône-et-Loire. Estende-se por uma área de 24 km². Em 2010 a comuna tinha 645 habitantes (densidade: 26,9 hab./km²).